# 哥伦布散步道
哥伦布散步道（Paseo de Cristóbal Colón）是西班牙塞维利亚老城区的一条重要街道，平行于瓜达尔基维尔河，全长770米。1892年改为现名。这里集中塞维利亚的许多地标：黄金塔（Torre del Oro）、塞维利亚斗牛广场（Plaza de toros de Sevilla）和马埃斯特兰萨剧院（teatro de la Maestranza）。

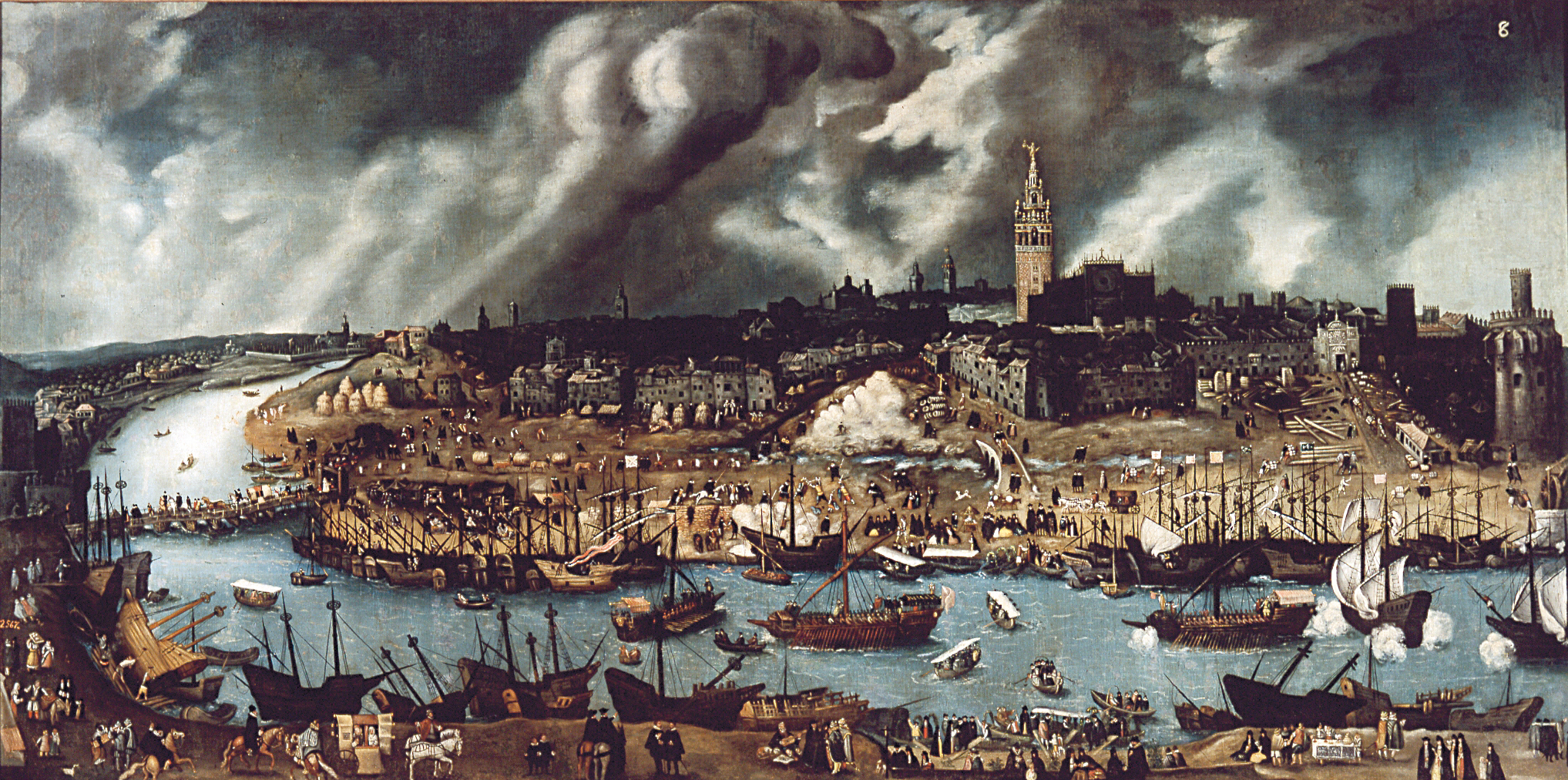
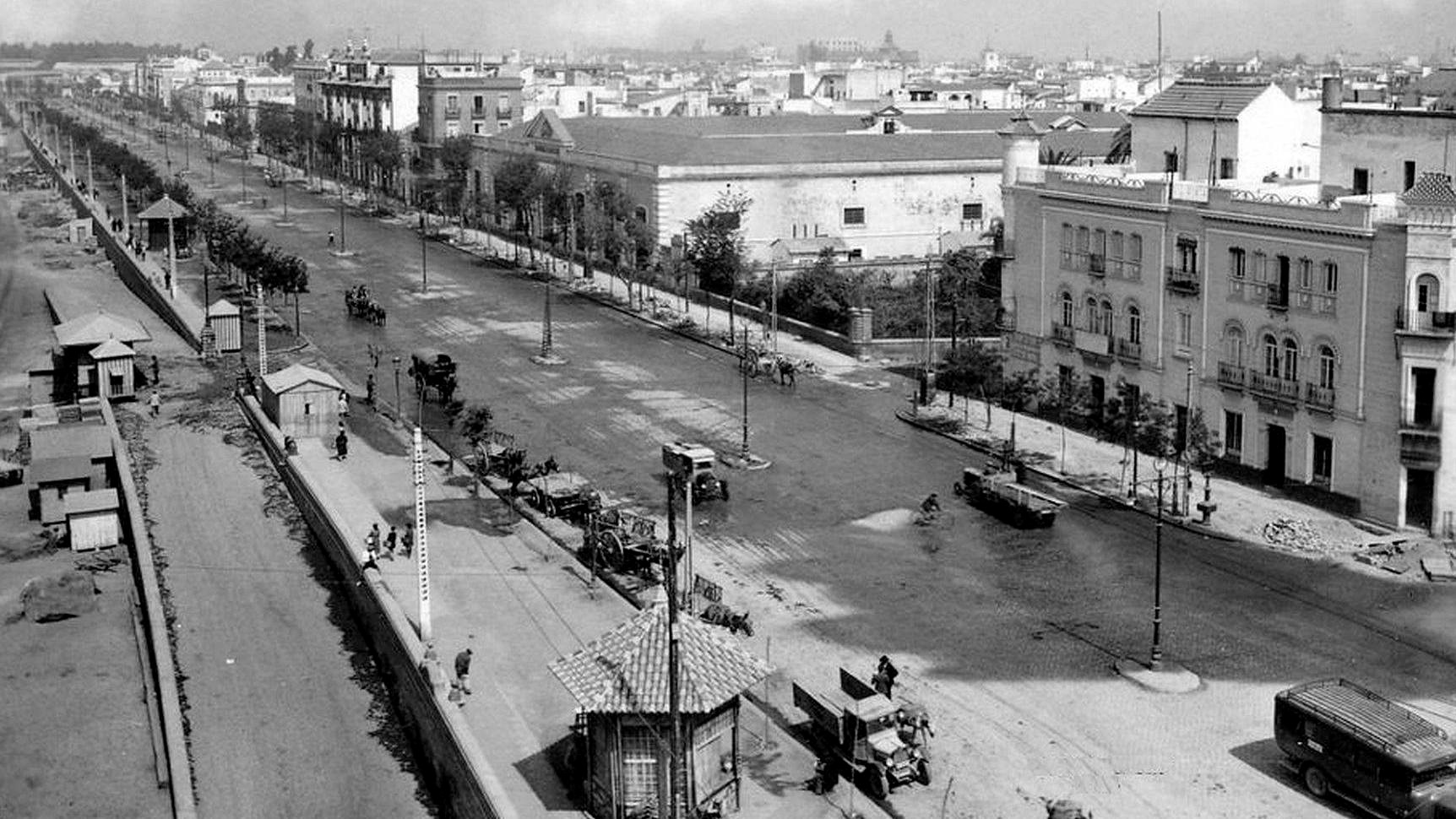
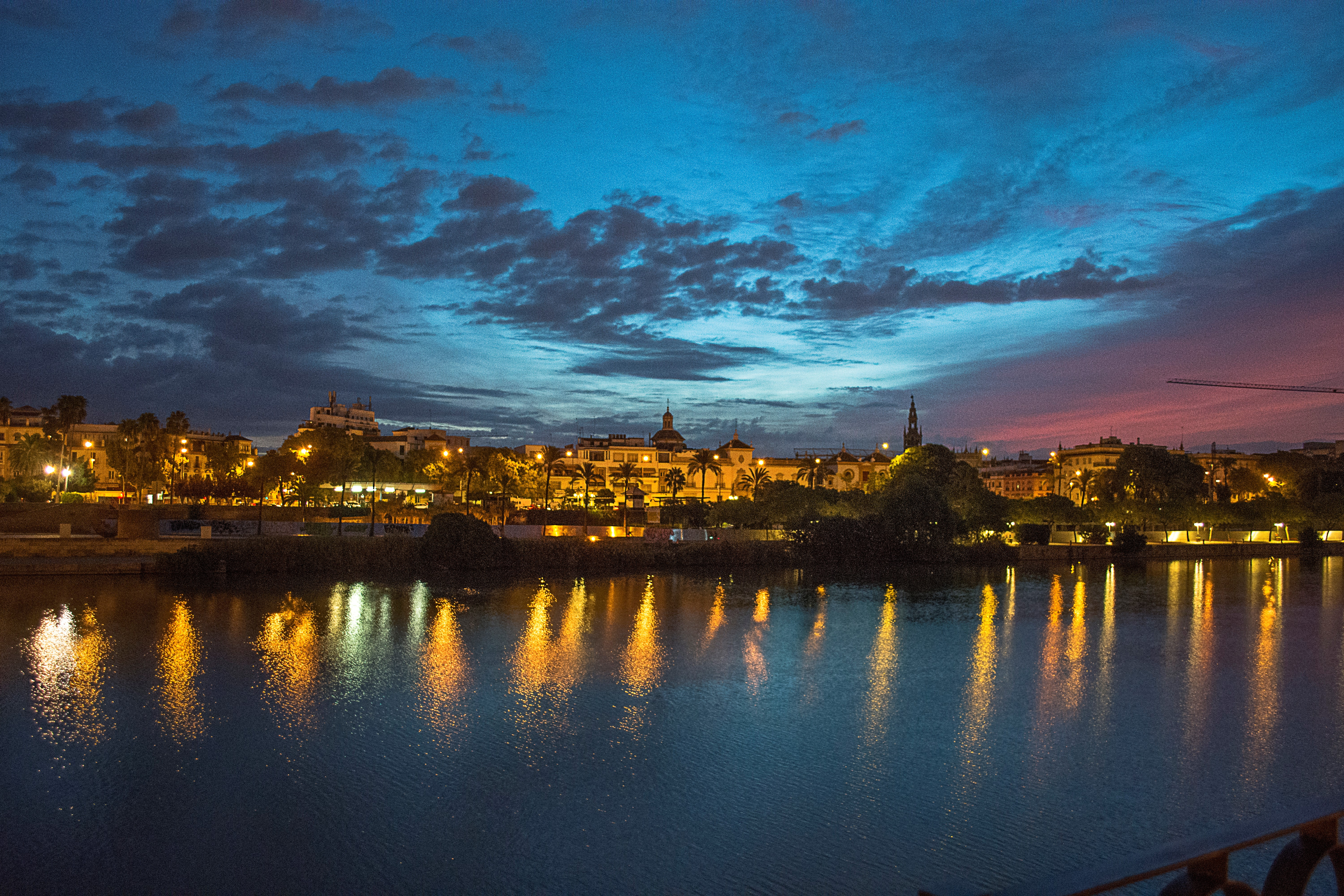

## 地标

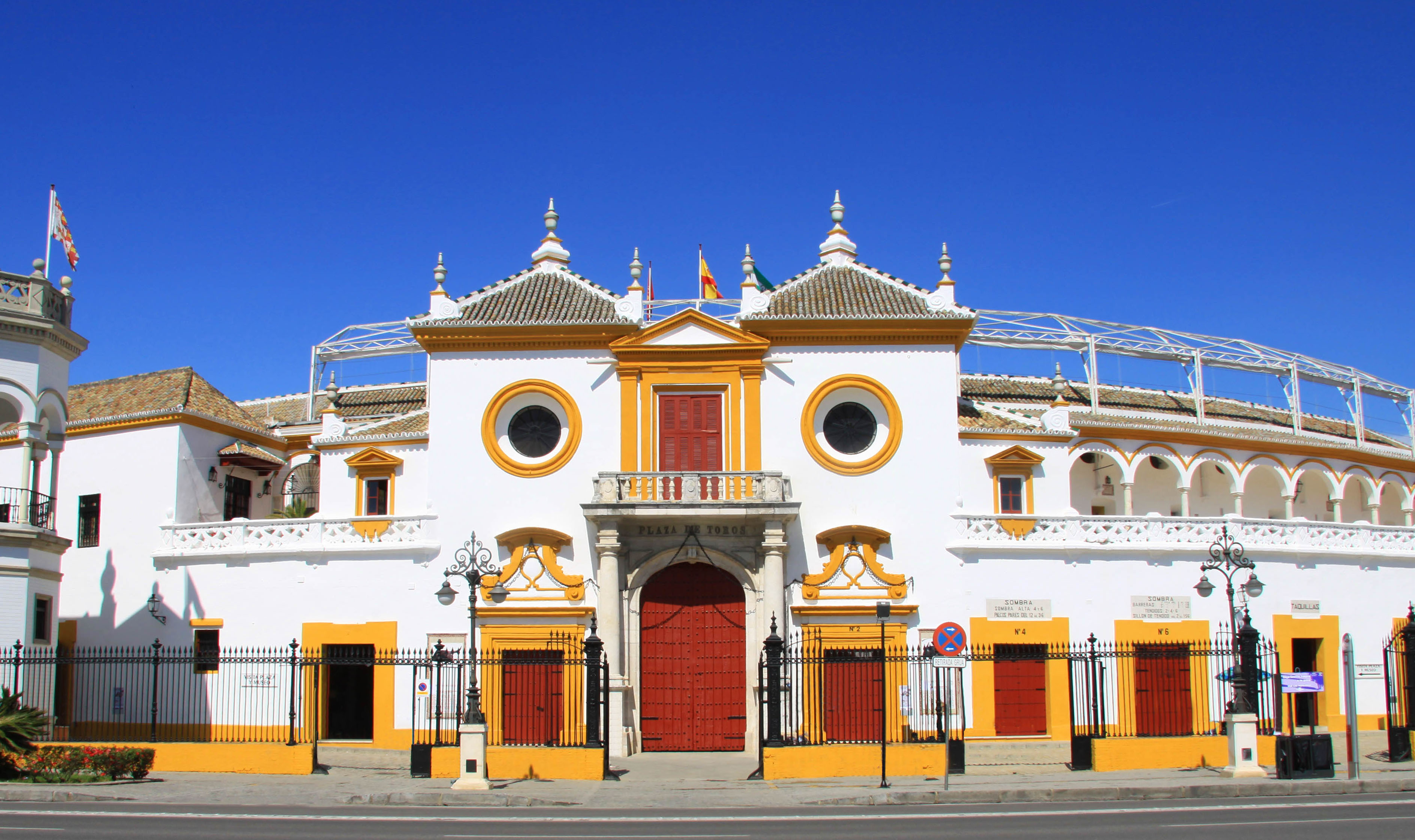
塞维利亚斗牛广场
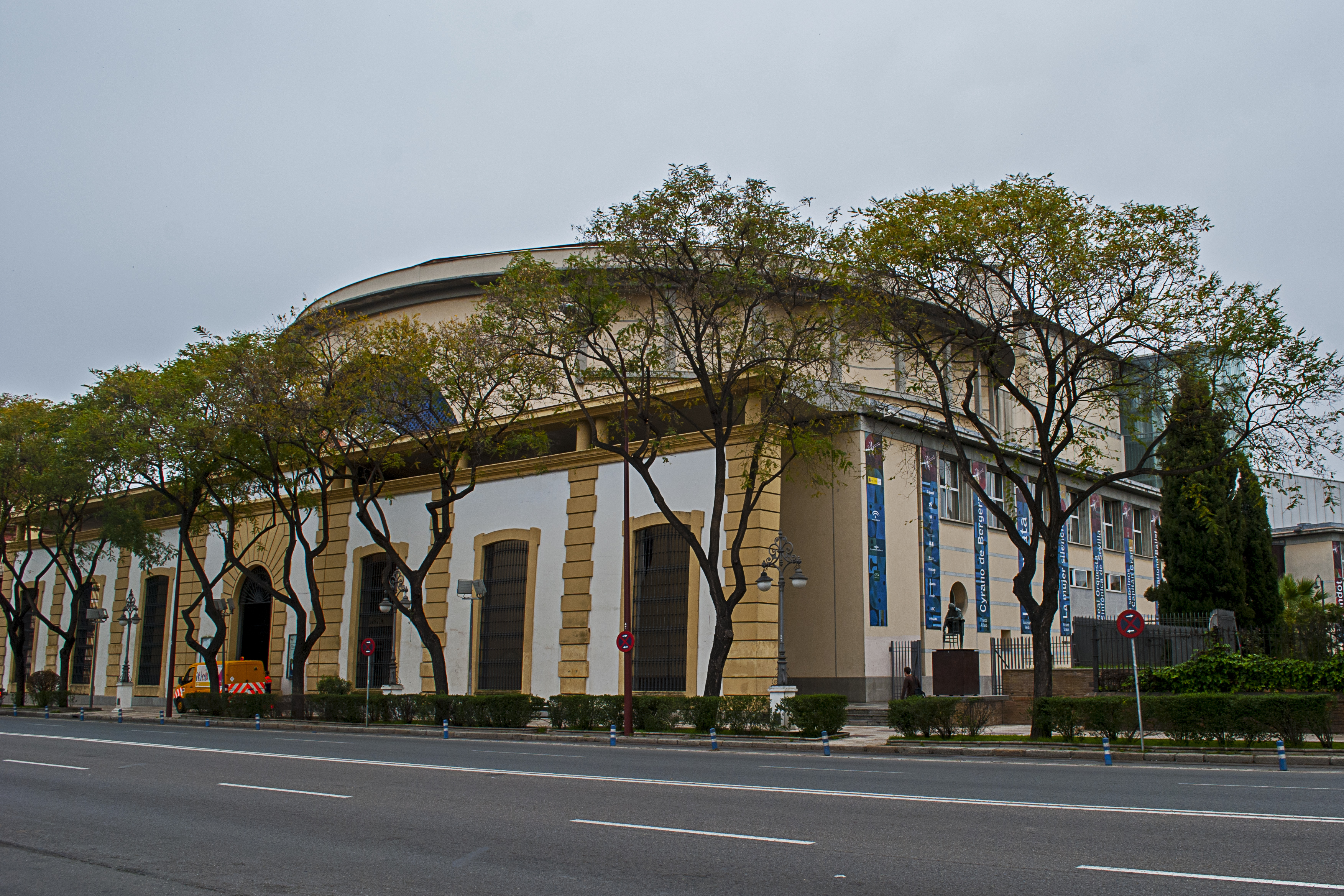
马埃斯特兰萨剧院
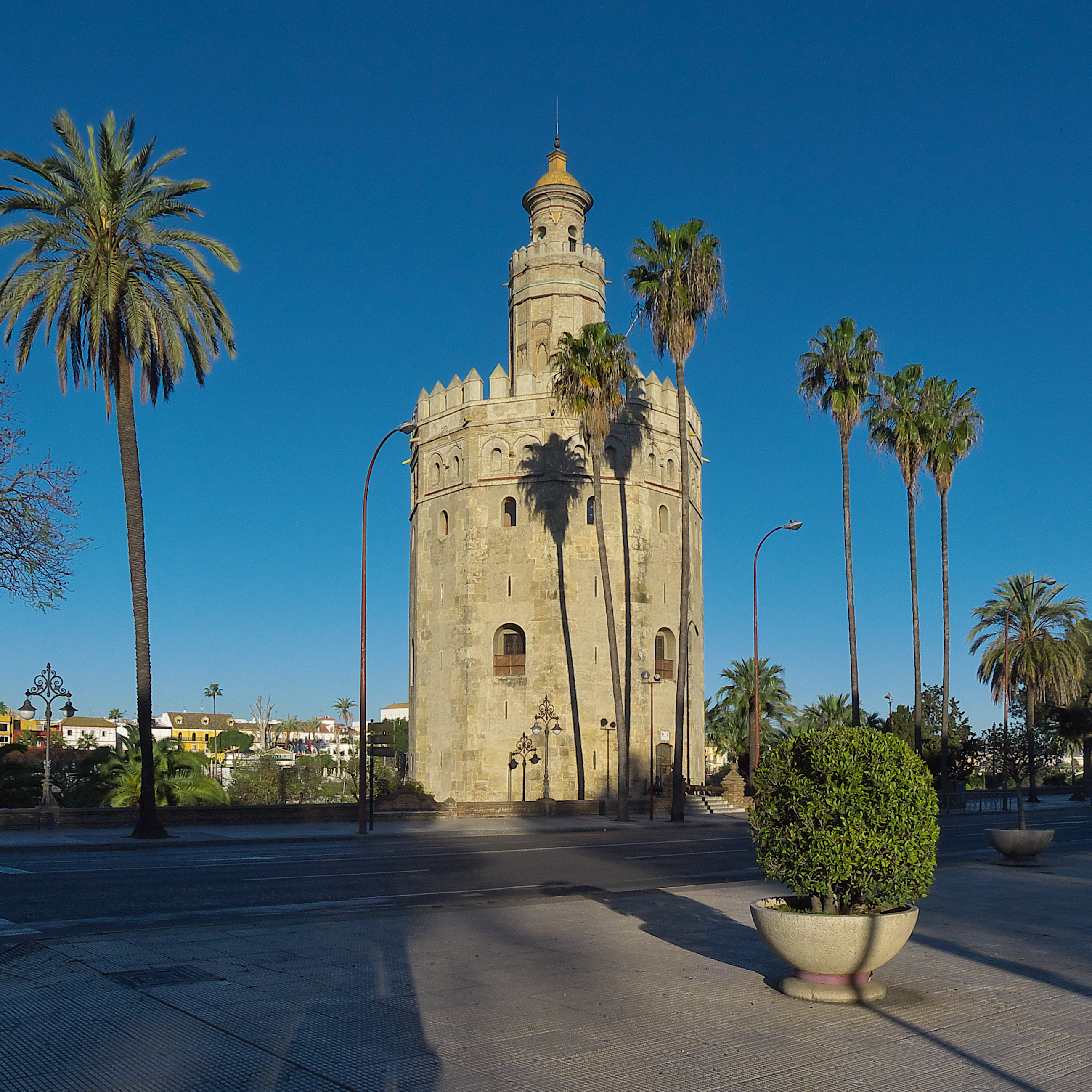
黄金塔

- 塞维利亚斗牛广场
- 马埃斯特兰萨剧院
- 黄金塔